# Degersjön (Anundsjö socken, Ångermanland)
Degersjön är en sjö i Örnsköldsviks kommun i Ångermanland och ingår i Moälvens huvudavrinningsområde. Sjön är 9 meter djup, har en yta på 2,38 kvadratkilometer och är belägen 367 meter över havet. Sjön avvattnas av vattendraget Pengsjöån (Degersjöån). Vid sjön ligger byn Degersjö.

## Delavrinningsområde
Degersjön ingår i det delavrinningsområde (707403-158056) som SMHI kallar för Utloppet av Degersjön. Medelhöjden är 386 meter över havet och ytan är 8,15 kvadratkilometer. Det finns inga avrinningsområden uppströms utan avrinningsområdet är högsta punkten. Pengsjöån (Degersjöån) som avvattnar avrinningsområdet har biflödesordning 2, vilket innebär att vattnet flödar genom totalt 2 vattendrag innan det når havet efter 120 kilometer. Avrinningsområdet består mestadels av skog (55 procent). Avrinningsområdet har 2,38 kvadratkilometer vattenytor vilket ger det en sjöprocent på 29,2 procent.